# サン・マルコ1号
サン・マルコ1号（San Marco 1、San Marco A）はイタリア初の人工衛星。国立研究協議会のためイタリア宇宙研究委員会（イタリア語: Commissione per le Ricerche Spaziali, CRS）が作成し、伊米のサン・マルコ計画における5機のうちの1番機であった。
名前はサン・マルコ・プラットフォームに由来する。

## 開発

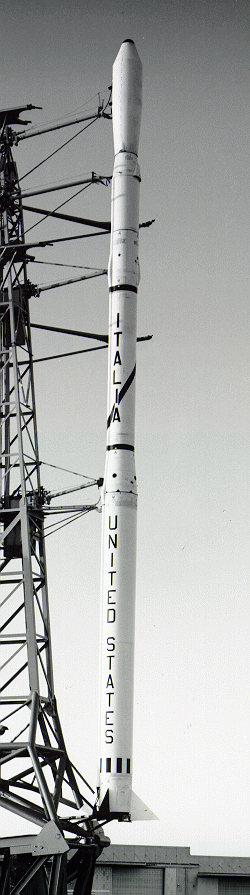
サン・マルコ1号を搭載したスカウトX-4

1961年、アミントレ・ファンファーニ率いるイタリア政府はCRSによって提案されていた国産人工衛星研究計画のための開発プランを承認した。その当時は米ソ以外に衛星を打ち上げる能力が無く、イタリアにはロケットもそれを打ち上げる人材もなかった。結果として計画はアメリカのNASAと共同となり、NASAはロケットの提供とイタリアの運用チームの育成を行った。
機体はCRSのメンバーによって製作され、エドアルド・アマルディといった著名な科学者、工学者もそのグループに入っていた。
サン・マルコシリーズの主な目的は電離層研究を行うためであった。サン・マルコ1号は試験衛星として比較的行う実験の種類は少なかった。

## 打上げ
1964年12月15日20時24分（UTC）、イタリア人のメンバーがアメリカのワロップス飛行施設からアメリカのスカウトロケットを使用して、サン・マルコ1号を打ち上げた。1965年9月13日に機体は大気圏再突入した。